# Stigmatopyginae
De Stigmatopyginae zijn een onderfamilie van de Faujasiidae, een familie van uitgestorven zee-egels (Echinoidea) uit de orde Clypeasteroida.

## Geslachten
- Actapericulum Holmes, 1995 †
- Australanthus Bittner, 1892 †
- Cardiopygus Aziz & Badve, 2001 †
- Gongrochanus Kier, 1962 †
- Hardouinia Haime, 1853 †
- Limpasiaster Aziz & Badve, 2001 †
- Petalobrissus Lambert, 1921 †
- Procassidulus Lambert, 1918 †
- Progongrochanus Aziz & Badve, 2001 †
- Rhynchopygus d'Orbigny, 1855 †
- Stigmatopygus d'Orbigny, 1855 †
- Tamililampus Aziz & Badve, 2001 †